# Brian Garfield
Pour les articles homonymes, voir Garfield.
Brian Garfield, né le 26 janvier 1939 à New York (État de New York) et mort le 29 décembre 2018 à Pasadena en Californie, est un écrivain américain, auteur de roman policier, de western, de thriller et de roman d'espionnage.

## Biographie
Brian Garfield passe sa jeunesse dans l'Arizona et fait des études à l'université d'Arizona. De 1958 à 1963, il est musicien professionnel dans deux groupes de jazz. En 1962 et 1963, il est maître-assistant à l'université d'Arizona, puis se consacre à l'écriture.
Il publie son premier roman, Range Justice, en 1960. Il s'agit d’un western, genre pour lequel il utilise plusieurs pseudonymes et écrit la série avec le Marshal Jeremy Six.
Un de ses thèmes favoris est la chasse à l'homme que l'on retrouve dans plusieurs de ses romans : Poursuite (Recoil), La Voiture rouge (What of Terry Conniston ?), 48 heures de sursis (The Hit), Du sang dans les collines (Relentless), Les lingots sont pipés (Tripwire).
Il écrit en 1972, Death Wish, histoire d'un homme dont la famille a été tuée et qui se transforme en justicier. Le roman est adapté en 1974 sous le titre Un justicier dans la ville par Michael Winner avec Charles Bronson. Trois autres films reprendront les personnages du roman. En 1973, avec Donald E. Westlake, il coécrit Place au gang ! (Gangway), histoire du vol d’or de la chambre des monnaies de San Francisco en 1874.
Selon Claude Mesplède et Jean-Jacques Schleret, La Grande Traque (Hopscotch) écrit en 1975 « reste son meilleur roman ». Pour ce travail, il obtient en 1976 le prix Edgar-Allan-Poe du meilleur roman. Il en écrit l'adaptation réalisée par Ronald Neame en 1980 sous le titre Jeux d'espions.
En 1990, il termine le roman Cemetery Jones and the Tombstone War de William R. Cox décédé en 1988. En 2007, il publie une biographie de l'agent de renseignement britannique controversé Richard Meinertzhagen The Meinertzhagen Mystery: The Life and Legend of a Colossal Fraud.
Brian Garfield a été président de deux associations d’écrivains, la Mystery Writers of America et la Western Writers of America

## Œuvre

### Romans signés Brian Garfield
- Range Justice, 1960
- The Arizonans, 1961
- Seven Brave Men, 1962
- The Lawbringers, 1963
- Vultures in the Sun, 1963
  - Les Vautours, Éditions Albin Michel, 1968
- Apache Canyon, 1963
- The Vanquished, 1964
- Trail Drive, 1964
- Bugle & Spur, 1966
- The Last Bridge, 1966
  - Le Pont de San-Chu, Alsatia, 1969
- The Lusty Breed, 1966
- Arizona, 1968
- Big Country, Big Men, 1969
- Valley of the Shadow, 1970
  - La Vallée des ombres, Masque-Western no 195, 1978
- The Hit, 1970
  - 48 heures de sursis, Série noire no 1405, 1971
- Sliphammer, 1970
- The Villiers Touch, 1970
- Gundown, 1971 (autre titre The Last Hard Men)
  - Du sang et des larmes, Masque-Western no 236, 1980
- Deep Cover, 1971
- Sweeny’s Honor, 1971
- What of Terry Conniston ?, 1971
  - La Voiture rouge, Le Masque no 1453, 1976
- Death Wish (en), 1972
- Relentless, 1972
  - Du sang sur les collines, Série noire no 1574, 1973
- Line of Succession, 1972
- Deep Cover, 1972
- Kolchak’s Gold, 1973
- Tripwire, 1973
  - Les lingots sont pipés, Série noire no 1677, 1974
- The Romanov Succession, 1974
- The Threepersons Hunt, 1974
- Death Sentence (en), 1975
  - À déguster froid, Série noire no 1764, 1980
- Hopscotch, 1975
  - La Grande Traque, Presses de la Cité, 1979
- Recoil, 1977
  - Poursuite, Éditions Olivier Orban, 1979, rééditions Marabout no 720, 1980, Pocket no 3626, 1991
- Wild Times, 1978
- The Paladin: A Novel Based on Fact, 1979
- Valley of the Shadow, 1983
- Necessity, 1984
- Manifest Destiny, 1989

### Roman signé Alex Hawk
- Savage Guns, 1968

### Romans signés Bennett Garland
- 7 Brave Men, 1962
- High Storm, 1963
- The Last Outlaw, 1964
- Rio Chama, 1967

### Série Jeremy Six signée Brian Wynne
- Mr. Sixgun, 1964
- The Proud Riders, 1967
- A Badge for a Badman, 1967
- Brand of the Gun, 1968
- Gundown, 1969
- Big Country, Big Men, 1969

### Roman signé Drew Mallory
- Target Manhattan, 1975

### Romans signés Frank O'Brian
- The Rimfire Murders, 1962
- Act of Piracy, 1975

### Romans signés Frank Wynne
- Arizona Rider, 1962
- Massacre Basin, 1962
- The Big Snow, 1963
- Dragoon Pass, 1963
- Rio Concho, 1964
- Rails West, 1964
- Lynch Law Canyon, 1965
- Call Me Hazard, 1966
- The Wolf Pack, 1966
- The Lusty Breed, 1967

### Romans signés John Ives
- Fear in a Handful of Dust, 1978 (autre titre Fear)
- The Marchand Woman, 1981

### Roman signé Jonas Ward
- Buchanan’s Gun, 1968

### Roman en collaboration avec Donald E. Westlake
- Gangway, 1973
  - Place au gang !, Série noire no 1673, 1974

### Autres ouvrages signés Brian Garfield
- The Thousand Mile War, 1969
- Complete Guide to Western Films, 1980
- Western Films, 1988
- The Meinertzhagen Mystery: The Life and Legend of a Colossal Fraud, 2007

### Autre ouvrage signé William R. Cox
- Cemetery Jones and the Tombstone War, 1990

### Nouvelles signées Brian Garfield
Liste non exhaustive
- Just Forty Eight Hours to Live, 1972
- Jode's Last Hunt, 1977
- The Glory Hunter, 1977
- Ends and Means, 1977
  - La Fin et les Moyens, Alfred Hitchcock magazine 2e série no 2, octobre 1988, réédition dans le recueil Histoires d'argent, d'armes et de voleurs Le Livre de poche no 7356, 1991
- The Gun Law, 1977
  - L'Esprit des lois, Alfred Hitchcock magazine 2e série no 7, mars 1989, réédition dans le recueil Le Dernier Plagiat, Club des Masques no 1005, 1992, réédition avec une autre traduction sous le titre Détention d'arme, Alfred Hitchcock magazine 2e série no 21, octobre 1990, réédition dans le recueil Le Sourire des gendarmes Club des Masques no 1009, 1992
- Charlie's Vigorish, 1978
- Challenge to Charlie, 1978
  - Le Pari de Charlie, Polar no 6, octobre 1979
- Scrimshaw, 1979
  - Artisanat local, dans le recueil Mystères 86. Les dernières nouvelles du crime, Le Livre de poche no 6166, 1986
- Charlie's Chase, 1979
  - Charlie chasse, Polar hors série no 1, août 1980
- Charlie in the Toundra, 1979
  - Charlie dans la toundra, Polar no 22, janvier 1982
- King's X, 1987
  - La Trève, dans le recueil Histoires à mourir debout, Série noire no 2177, 1989
- Persécution, Triangle noir no 1, 1985

### Nouvelle signée John Ives
- Two-Way Street, 1978

## Filmographie
- 1974 : Un justicier dans la ville, adaptation de Death Wish réalisée par Michael Winner
- 1976 : La Loi de la haine, adaptation de Gundown réalisée par Andrew V. McLaglen
- 1977 : Relentless, adaptation du roman éponyme par Lee H. Katzin
- 1980 : Deux épisodes de la série télévisée La Cible, adaptations de Wild Times, réalisés par Richard Compton
- 1980 : Jeux d'espions, adaptation de Hopscotch réalisée par Ronald Neame
- 1982 : Un justicier dans la ville 2, d'après les personnages de Death Wish, réalisé par Michael Winner
- 1980 : Legs, film TV réalisé par Jerrold Freedman
- 1984 : Fleshburn, adaptation de Fear in a Handful of Dust réalisée par George Gage
- 1985 : Scrimshaw, épisode de la série télévisée Bizarre, bizarre réalisé par Dezsö Magyar
- 1985 : Le Justicier de New York, d'après les personnages de Death Wish, réalisé par Michael Winner
- 1987 : Le Beau-père, scénario écrit avec Donald E. Westlake, réalisé par Joseph Ruben
- 1987 : Le justicier braque les dealers, d'après les personnages de Death Wish, réalisé par J. Lee Thompson
- 1988 : Necessity, adaptation du roman éponyme réalisée par Michael Miller
- 1989 : Le Beau-père 2 (Stepfather II), suite du film de 1987 réalisée par Jeff Burr
- 1994 : Le Justicier : L'Ultime Combat, d'après les personnages de Death Wish, réalisé par Allan A. Goldstein
- 2007 : Death Sentence, adaptation du roman éponyme réalisée par James Wan
- 2007 : Le Beau-père, remake du film de 1987 réalisé par Nelson McCormick
- 2017 : Death Wish d'Eli Roth, remake du film de 1974

## Prix et distinction notable
- Prix Edgar-Allan-Poe du meilleur roman en 1976 avec le roman La Grande Traque (Hopscotch).

### Sources
- Claude Mesplède, Dictionnaire des littératures policières, vol. 1 : A - I, Nantes, Joseph K, coll. « Temps noir », 2007, 1054 p. (ISBN 978-2-910686-44-4, OCLC 315873251), p. 818.
- Claude Mesplède, Les années "Série noire" : bibliographie critique d'une collection policière, vol. 3 : 1966-1972, Amiens, Editions Encrage, coll. « Travaux / 22 », 1992 (ISBN 978-2-906389-53-3)
- Claude Mesplède, Les années "Série noire" bibliographie critique d'une collection policière, t. 4 : 1972-1982, Amiens, Encrage, coll. « Travaux » (no 25), 1992 (ISBN 978-2-906389-63-2)
- Claude Mesplède, Les années "Série noire" bibliographie critique d'une collection policière, vol. 5 : 1982-1995, Amiens, Encrage, coll. « Travaux » (no 36), 2000
- Claude Mesplède et Jean-Jacques Schleret, SN, voyage au bout de la Noire : inventaire de 732 auteurs et de leurs œuvres publiés en séries Noire et Blème : suivi d'une filmographie complète, Paris, Futuropolis, 1982 (OCLC 11972030)
- Jacques Baudou et Jean-Jacques Schleret, Le Vrai Visage du Masque, vol. 1, Paris, Futuropolis, 1984, 476 p. (OCLC 311506692)